# Capilla de Santa Ana (Friburgo de Brisgovia)

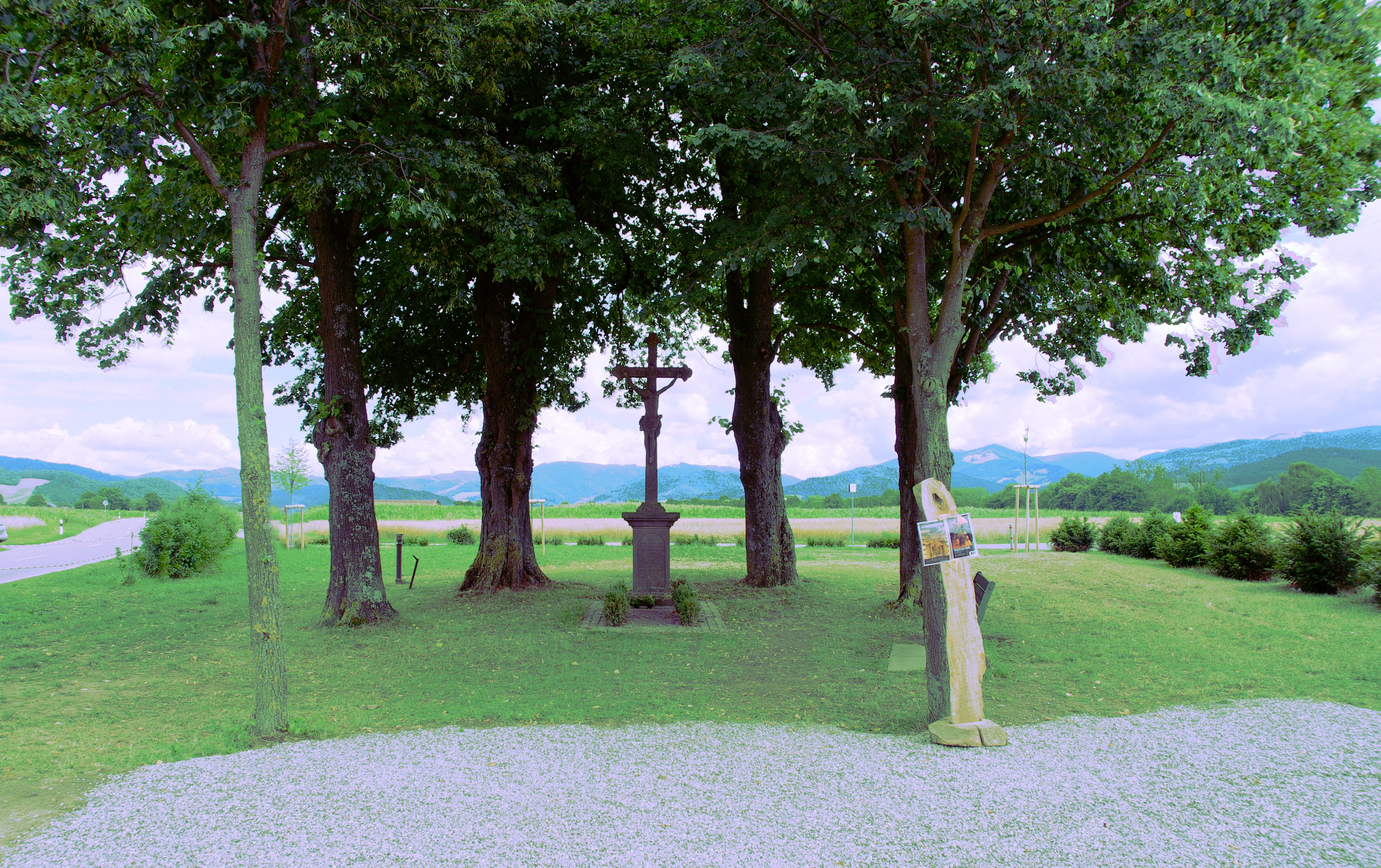
La cruz de Santa Ana con los cuatro tilos

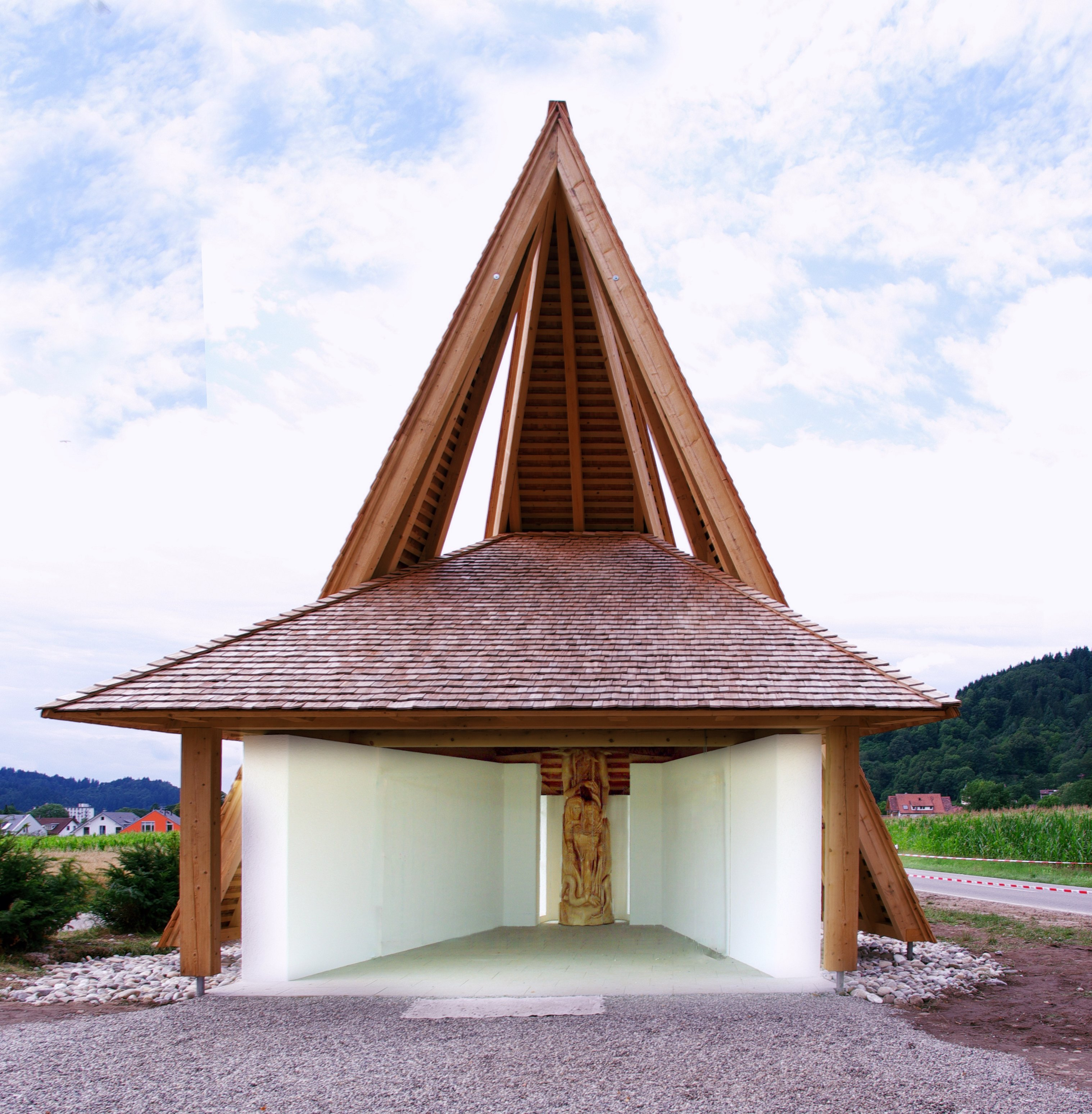
La nueva capilla de Santa Ana con la escultura de Thomas Rees en el interior

La capilla de Santa Ana está ubicada en la periferia oriental del barrio Ebnet de Friburgo de Brisgovia, Baden-Wurtemberg, Alemania.
Hasta el año 1811 al lado se encontró la primera capilla de Santa Ana. Probablemente la hizo construir Ana de Schnewlin-Landeck (1544-1604) como capilla de penitencia. En su sitio está hoy la cruz de Santa Ana. En su pedestal se puede leer la siguiente inscripción (traducida):

«Para la gloria de Dios y el amargo sufrimiento y la muerte de nuestro Salvador Jesús Cristo, David Strecker y su esposa Monika Kotterer de Ebnet hicieron construir esta cruz en memoria de que otrora en este lugar se encontró la capilla de Santa Ana
Año1825»

Entre 1860 y 1870 se plantaron cuatro tilos alrededor de la cruz. Todavía hoy hay cuatro tilos por allí, pero existen dudas de que sean los mismos.
Casi no se sabe nada de la apariencia de la antigua capilla, ya que la única imagen donde aparece, pero solo a lo lejos, es el retablo "Ebnet a vista de pájaro" de Franz Bernhard Altenburger en la iglesia de San Hilario en Ebnet. De esta imagen se puede deducir sólo que era relativamente grande.
La nueva capilla de Santa Ana fue construida durante el invierno de 2009/2010 e inaugurada con una misa el domingo 25 de julio de 2010. En la parte posterior de la capilla hay una cruz de madera de robinia y, directamenta delante y junta a ella, una escultura tallada por Thomas Rees de la madera de un tilo de unos 100 años de edad. Delante del Salvador sobredimensional se ve a Ana, María y el niño Jesús.